# Konsumenternas Försäkringsbyrå
Konsumenternas Försäkringsbyrå är en svensk stiftelse, bildad 1979. Styrelsen är tillsatt av Finansinspektionen, Konsumentverket och Svensk Försäkring. Verksamheten finansieras av försäkringsbranschen. Byrån är oberoende och ger under sekretess kostnadsfri vägledning och information i frågor som rör försäkringar och pension. 
En av byråns viktigare uppgifter är att fånga upp konsumentproblem på området samt sammanställa och redovisa dem för myndigheterna och företagen.